# R. Giskard Reventlov
R. Giskard Reventlov es un robot de ficción creado por el escritor Isaac Asimov. Aparece en las novelas: Los robots del amanecer, y en Robots e Imperio.
Aunque Giskard parece un robot común y no muy avanzado, esconde un secreto: su dueña Vasilia, al experimentar con su cerebro positrónico le concedió capacidades para influir sobre la mente humana. Elijah Baley se dará cuenta de este hecho. Antes de quedar bloqueado por intentar cumplir la Ley Cero (o como aparece en algunas ediciones, ley Zeroth) por encima de la Primera Ley, transmitió este conocimiento a R. Daneel Olivaw.  Cabe destacar que Giskard antes de bloquearse le dejó claro a Daneel que la ley Cero no debe utilizarse para realizar daños inútiles a los individuos.  En ese aspecto la Primera Ley siempre es más importante.
Esta habilidad de "influir" en las mentes humanas no afecta directamente con los pensamientos, sino que puede percibir y modificar las emociones (enfatizándolas o apaciguándolas) que afectan a algún pensamiento. También puede realizar pequeños ajustes en las mentes, como provocar sueños o desmayos y amnesias específicas (que alguien no recuerde lo que ocurrió durante un periodo de tiempo determinado) En el universo creado por Isaac Asimov este tipo de habilidad mental es usado por personajes que tienen una gran importancia: Gaia, El Mulo, R. Daneel Olivaw y los miembros de la Segunda Fundación, por ejemplo.
Si una persona o un robot está demasiado "aferrado" a una emoción, el hacer una modificación sobre eso puede dañar severamente esa mente e incluso provocar la muerte. Debido a esto, Asimov plantea que los "mentalistas" (como son llamados quienes tienen esta habilidad) deben regirse por el principio del "minimalismo" para evitar dañar a quien desean afectar y para poder calcular exactamente las consecuencias de sus acciones.
- Datos: Q2606035